# Wöhrbach (Loisach)
Die Wöhrbach ist ein rechter Zufluss zur Loisach in Oberbayern.
Er entsteht im Niedermoos nahe dem Weiler Weichs von Ohlstadt, fließt erst nordnordöstlich,  bis er von rechts den etwas längeren Rinnenbach aufnimmt, danach weiter nordöstlich. Er mündet dann beim Weiler Achrain von Murnau am Staffelsee an der Flussbrücke der St 2062 von rechts in die Loisach.